# Teatro Comunale di Teramo
Das Teatro Comunale di Teramo war das größte und wichtigste Theater der italienischen Stadt Teramo. Es stand einst am Corso San Giorgio in der Nähe der Piazza Garibaldi. Das im Jahr 1868 eröffnete und 1959 abgerissene Bauwerk existierte somit nur 91 Jahre. Heute stehen an seiner Stelle das neue Filmtheater und ein großes Kaufhaus.

## Geschichte

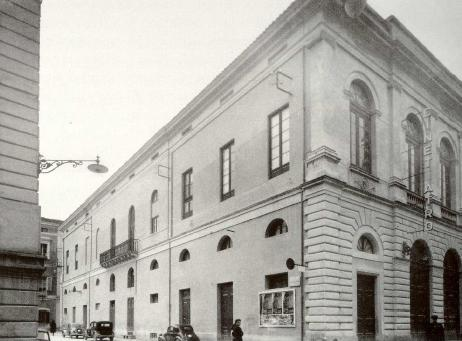
Das Stadttheater vom Corso San Giorgio aus gesehen

Der erste erwähnte Theatersitz war im Innern des Wohnhauses der Familie Corradi in der Nähe der heutige Via Vittorio Veneto im Jahre 1792 eröffnet worden. Schon seit 1840 wurde das Bedürfnis eines Theatersaals für die ganze Stadtbevölkerung immer stärker: viele Projekte wurden entworfen, aber nie realisiert, wie z. B. jenes von Marchese Spaccaforno. Nach der Einheit von Italien erhielt Nicola Mezucelli den Auftrag, das neue Theater zu entwerfen. Es wurde am 20. April 1868 mit der Oper Ballo in maschera von Giuseppe Verdi eröffnet. Die künstlerische Aktivität des Theaters war gut, aber nie exzellent.
Nach dem Ersten Weltkrieg und mit der Erfindung des Kinematographen wurden immer weniger Theaterveranstaltungen aufgeführt. 1936 wurde das Theater bis 1959 ein Filmtheater und unter dem Bürgermeister Carino Gambacorta wurde entschieden, es abzureißen.

## Struktur

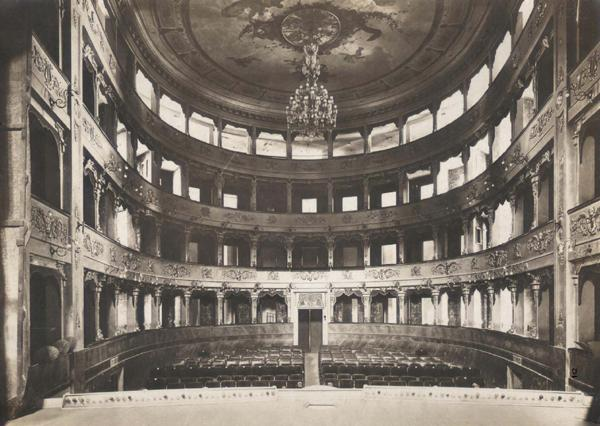
Der Theaterraum

Die äußere Struktur war sehr bescheiden. Das Theater hatte drei bogenförmige Eingänge mit korrespondierenden Fenstern im Obergeschoss. Der Eingang und die Hauptfassade am Corso San Giorgio, wo sich der Haupteingang befand, hatten keine monumentalen Merkmale, weder in Größe noch Dekoration.
Das Innere, insbesondere der Saal, war hufeisenförmig und sehr bezaubernd; verfügte von einer wunderbaren Raumakustik und es bot mit insgesamt 608 Sitzplätzen vielen Zuschauer Platz. Diese waren auf drei Ränge verteilt und in 56 Logen unterteilt. Im dritten Rang, dem höchsten, kosteten die Eintrittskarten am wenigsten.
Die Bühne maß 200 m² und war mit einer modernen und ausgeklügelten Bühnenmaschinerie ausgestattet, die z. B. die Kulissen schnell vor und zurück bewegen und auch das Geräusch des Donners und  des Regens simulieren konnte. Der Bühnenbogen und das Gewölbe des Saales waren in einer sehr kunstvollen und graziösen Weise dekoriert.
Die Einrichtung wurde von Nicola Mezucelli persönlich ausgewählt und mit größter Sorgfalt angeordnet und bestand unter anderem aus 24 Zinnleuchter, 22 bemalten Zinnlampen für die Logengänge und die Treppenabsätze, 160 Holzsesseln mit halbkreisförmigen Armlehnen für das Parkett, Lesepulten, Fußhockern und 30 Stühlen für die Musiker sowie verschiedenen Bühnenbildern mit Landschaftsmotiven mit Hügeln und den entsprechenden Darstellungen der Wolken und des Himmels. Der Bühnenvorhang hatte einen bemerkenswerten kunsthandwerklichen Wert. Es bildete ein Werk von Bernardino De Filippis Delfico ab, Die Krönung  Petrarcas (Incoronazione del Petrarca).
Im Obergeschoss, mit Blick auf den Corso San Giorgio, befand sich die Wohnung des Hausmeisters. Im Jahr 1906 wurde dieser Raum radikal umgebaut und es entstand der berühmte Sala Della Cetra mit einer eigenen Bühne und einem großen Dachboden. Der kleine Vorhang dieses hübschen Zimmers wurde von Gennaro Della Monica mit der Darstellung Giannina Milli che improvvisa a Firenze dekoriert. Im restlichen Teil des Theatergebäudes befanden sich elegant verzierte Treppenhäuser, einfache Treppen für die Bediensteten, zahlreiche Flure, sieben Künstlergarderoben, Servicebereiche und eine Garderobe für das Publikum. 1943 wurde eine der beiden Luftangriffssirenen installiert, die das Innenministerium der Präfektur von Teramo geschenkt hat, um die Bevölkerung vor Luftangriffe zu schützen. Die Sirene wurde dann demontiert und 1949 zusammen mit ihrem „Zwilling“, der auf der Porta Reale montiert war, an den Staat zurückgegeben.

## Das Geheimnis des Kronleuchters

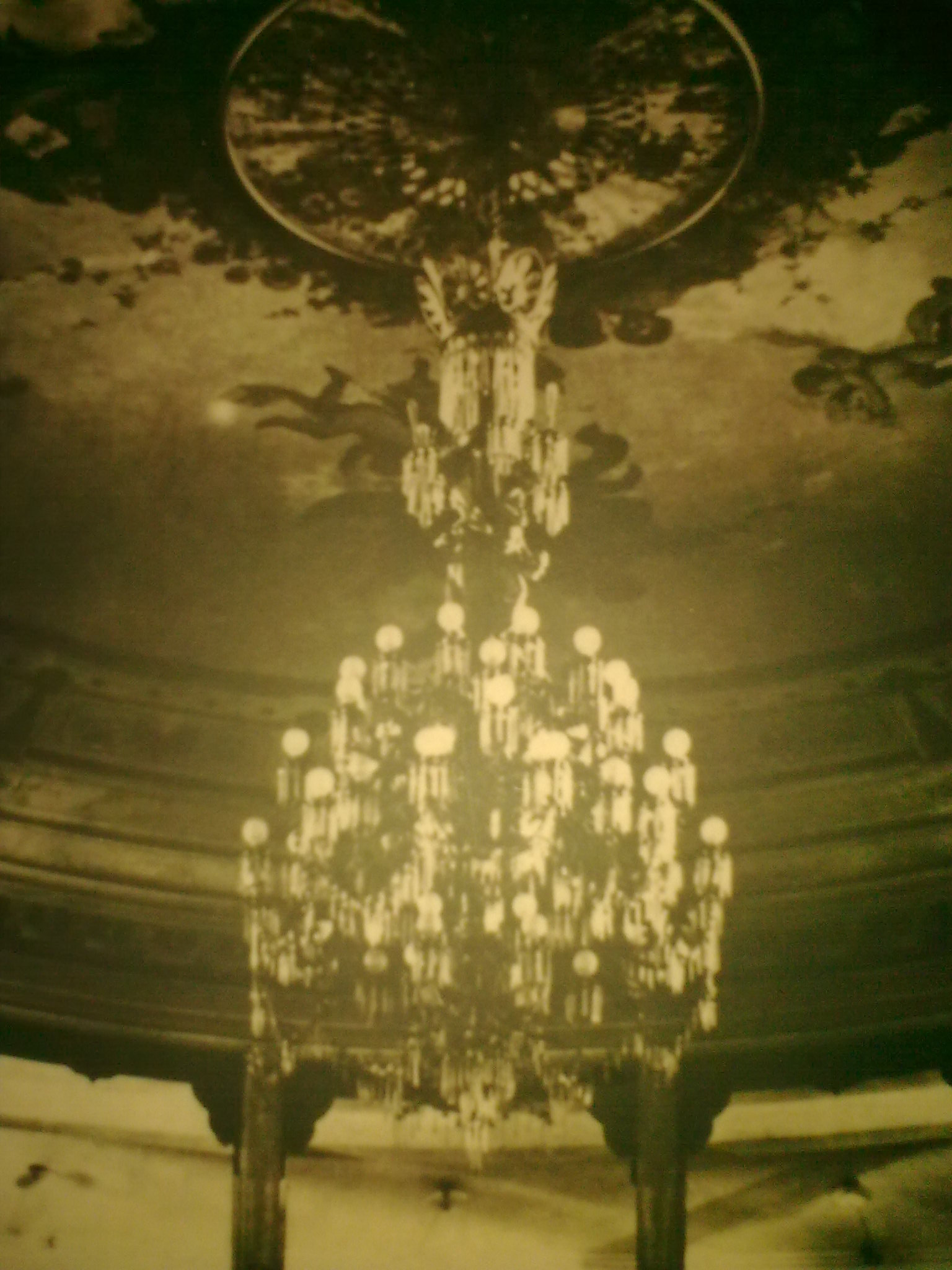
Der Theaterleuchter

In der Halle des Stadttheaters hing in der Mitte des Gewölbes ein kostbarer Kronleuchter, der von Nicola Mezzucelli in Auftrag gegeben wurde. Er war ein besonders schönes Werk, wurde vom Bühnenbildner an der Mailänder Scala Carlo Ferrario entworfen und in Mailand von der Firma Antonio Pandiani hergestellt. Er hatte eine vergoldeten Bronzestruktur mit Kristallen und auf vier Seite mit weiblichen Skulpturen verziert. Die Kosten für diesen außergewöhnlich schönen Kronleuchter waren sehr hoch: es belief sich auf etwa 5000 damalige Lire.
Nach dem Abriss des Gebäudes 1959 wurde dieser Kronleuchter offiziell nicht mehr erwähnt. Es gibt zwei Rekonstruktionen, die kürzlich im Zusammenhang mit dem Schicksal dieses Artefakts durchgeführt wurden.

### Zergliederung und Verkauf
Nach dem jüngsten Beleg des Sohns eines verstorbenen Antiquitätenhändlers aus Teramo wurde das Werk nach dem Abriss des Theaters gestohlen und an den Vater weiterverkauft. Der Trödler wurde für Hehlerei verurteilt. Der Kronleuchter ist in seine Einzelteile zerlegt worden; die Kristallstücke wurden entfernt und der Rest als Altmetall verkauft, und dann an die Gießerei geschickt.

### Der Kronleuchter in der Kirche von SS. Annunziata
Es ist eine Kopie desjenigen des Stadttheaters. Wie durch eine historische Dokumentation bestätigt wird, fertigte der Architekt Nicola Mezzucelli zwei Exemplare des Kronleuchters an: eine für die Installation in der Halle des Stadttheaters und die andere, etwas kleinere, für eine noch unbekannte Verwendung.
Das genaue Datum, an dem der Kronleuchter aus dem Gewölbe des Theatersaals demontiert wurde, kennt man mit Sicherheit nicht; aber am wahrscheinlichsten ist das Jahr des Abrisses des Gebäudes 1959 oder kurz vor oder nach der letzten bekannten Theatersaison.
Die Archivdokumente zeigen, dass 1960, ein Jahr nach dem Abschluss der Abbrucharbeiten des Gebäudes, der Kronleuchter in einem Lagerhaus aufbewahrt wurde. Die Kathedrale von Teramo hatte, anders als heute, keine Pfarrei. Der Pfarrsitz befand sich in der nahegelegenen Sankt. Agostino Kirche, damals unter der Leitung vom Priester Giovanni Iobbi. Am 11. Januar 1960 bat ihn der Kurator der Stadt um den Kronleuchter, um die Kirche Unbeflecktes Herz-Mariens zu schmücken. Der Stadtrat verabschiedete dann am 9. Februar 1960 den Beschluss Nr. 80/38 und übergab ihn an den Pfarrer. Von diesem Zeitpunkt an stand der Kronleuchter zur Verfügung der Aprutina-Kirche. Aber das Werk ist nie in der Pfarrei am Garibaldi-Platz ankommen.
In der Annunziata-Kirche in Teramo, in der Via Nicola Palma, gibt es einen Kronleuchter, der dem damaligen im Stadttheater sehr ähnlich ist. Im Archiv ist jedoch in Bezug auf diese einzigartige Installation nichts zu finden. Der jetzige Pastor der Kirche erzählt aber, dass, als er 1954 nach Teramo kam, der Kronleuchter der Kirche in genau der Position, die er noch heute hat, befand. Das bedeutet, dass 1954 dieses Werk von bemerkenswerter Ähnlichkeit mit dem des Theaters sich schon in der Kirche befand. Die Entscheidung des Stadtrats lässt sich nicht erklären: sechs Jahre später hat der Stadtrat nämlich entschieden, das Gebäude (das offenbar noch der Gemeinde gehörte) an den Vikariats-Kurator der Kathedrale zu übergeben. Man kann annehmen, dass man die kleinere Kopie des Kronleuchters des Theaters in dieser Kirche bewundern kann.